# فلاديمير إيفانوفيتش تشودايكين
فلاديمير إيفانوفيتش تشودايكين (مواليد 24 فبراير 1925 في بوبوفكا - توفي 20 أكتوبر 2020) هو عسكري سوفيتي، شارك في الحرب العالمية الثانية، وحمل لقب بطل الاتحاد السوفيتي.